# Warren Kealoha
Warren Daniels Kealoha (Honolulu, 3 maart 1903 – aldaar, 8 september 1972) was een Amerikaans zwemmer.

## Biografie
Tijdens de Olympische Zomerspelen van 1920 won Kealoha de gouden medaille op de 100 meter rugslag in een wereldrecord. Vier jaar later prolongeerde Kealoha zijn olympische titel.
In 1968 werd Kealoha opgenomen in de International Swimming Hall of Fame.
1908: Arno Bieberstein ·
1912: Harry Hebner ·
1920: Warren Kealoha ·
1924: Warren Kealoha ·
1928: George Kojac ·
1932: Masaji Kiyokawa ·
1936: Adolph Kiefer ·
1948: Allen Stack ·
1952: Yoshinobu Oyakawa ·
1956: David Theile ·
1960: David Theile ·
1968: Roland Matthes ·
1972: Roland Matthes ·
1976: John Naber ·
1980: Bengt Baron ·
1984: Rick Carey ·
1988: Daichi Suzuki ·
1992: Mark Tewksbury ·
1996: Jeff Rouse ·
2000: Lenny Krayzelburg ·
2004: Aaron Peirsol ·
2008: Aaron Peirsol ·
2012: Matt Grevers ·
2016: Ryan Murphy ·
2020: Jevgeni Rylov ·
2024: Thomas Ceccon